# Långholmen
Långholmen (svédül: A hosszú sziget) Stockholm központjában levő kis sziget (1,4 x 0,4 km) Södermalm és Kungsholmen között. Södermalm szigetével a Västerbron híd köti össze.
A gillotint Svédországban először ezen a szigeten próbálták ki.